# 역사추리
《역사추리》는 대한민국의 KBS에 1995년 9월 16일부터 1997년 2월 25일까지 방송된 교양 프로그램이다.

## 기획 의도
우리나라 역사를 주요 사건별로 새로운 관점에서 접근, 재조명으로 역사적 의미를 되살아가는 역사에 대한 자부심 교양은 몰론 국민들의 역사인식을 새롭게 하는 공영방송 본령의 역사 프로그램이다.

## 에피소드 목록

### 1995년
| 횟수 | 방송 일자 | 제목                              |
| ---- | --------- | --------------------------------- |
| 1    | 9월 23일  | 정조는 어떻게 한강을 건넜나?      |
| 2    | 10월 7일  | 명성황후 시해의 진실              |
| 3    | 10월 14일 | 사육신 무덤은 왜 7기일까?         |
| 4    | 10월 21일 | 북한산에도 왕궁이 있었다          |
| 5    | 11월 4일  | 대통령 주치의의 10.26             |
| 6    | 11월 11일 | 500년 왕조실록 어떻게 보관했나?   |
| 7    | 11월 18일 | 을사조약 왜 무효인가?             |
| 8    | 12월 2일  | 칠거지악, 실은 유명무실했다       |
| 9    | 12월 9일  | 특전사의 12.12                    |
| 10   | 12월 12일 | 12.12 이것이 쟁점이다             |
| 11   | 12월 16일 | 최규하의 미스터리 - 15일간의 침묵 |

### 1996년
| 횟수 | 방송 일자 | 제목                                                                 |
| ---- | --------- | -------------------------------------------------------------------- |
| 12   | 1월 13일  | 박여인 변사사건의 진상                                               |
| 13   | 1월 16일  | 삿갓 신드롬, 김삿갓은 한사람이 아니었다                              |
| 14   | 1월 20일  | 과거길, 관광길 - 신이몽룡 출세기                                     |
| 15   | 1월 27일  | 사도세자가 뒤주에서 죽은 까닭은?                                     |
| 16   | 2월 3일   | 2백년의 비밀, 정조의 사인 보고서                                     |
| 17   | 2월 10일  | 조선은 성곽국가였다                                                  |
| 18   | 2월 24일  | 서삼릉 태실에 얽힌 사연                                              |
| 19   | 3월 8일   | 김정호는 과연 여덟번 백두산에 올랐나?                                |
| 20   | 3월 15일  | 조선시대 코끼리가 귀양간 까닭은?                                     |
| 21   | 3월 22일  | 세종의 비밀프로젝트, 조선의 역법을 만들라                            |
| 22   | 3월 29일  | 최약방의 총소리, 최초의 필화사건                                     |
| 23   | 4월 5일   | 100년의 논쟁 광개토왕비의 비밀                                       |
| 24   | 4월 19일  | 1960년 4월, 왜 이기봉이 죽었나?                                      |
| 25   | 4월 26일  | 신돈, 과연 그는 음탕한 승려였나?                                     |
| 26   | 5월 3일   | 운현궁 솟을 대문, 뒤집혀 달린 까닭                                   |
| 27   | 5월 10일  | 4백년전 조선에도 사립대학이 있었다                                   |
| 28   | 5월 17일  | 80년 5월 광주 됙침사건의 진상                                        |
| 29   | 6월 14일  | 장보고의 꿈                                                          |
| 30   | 7월 5일   | 이순신 죽음에 대한 3가지 의문                                        |
| 31   | 7월 12일  | 비밀지령! 동대문 밖에서 개봉하라                                     |
| 32   | 8월 9일   | 동학군 유해에 얽힌 의문들                                            |
| 33   | 9월 6일   | 임진왜란은 노예 전쟁이었나 - 1부 : 10만 조선인 포로의 행방을 찾아라  |
| 34   | 9월 13일  | 임진왜란은 노예 전쟁이었나 - 2부 : 나가사키에서 팔려간 조선인 노예들 |
| 35   | 9월 20일  | 정약전의 흑산도 리포터 자산어보                                      |
| 36   | 10월 4일  | 정조의 신도시 프로젝트, 수원성                                       |
| 37   | 10월 11일 | 정조가 자주 성 밖으로 나간 까닭은?                                   |
| 38   | 10월 18일 | 조선조 마지막 비망록 낙선재                                          |
| 39   | 10월 25일 | 3년복이냐 1년복이냐 - 예송, 당쟁의 산물인가?                         |
| 40   | 10월 29일 | 조선시대 '화가'는 '역사가'였다                                       |
| 41   | 11월 5일  | 행주대첩, 행주치마의 승리인가?                                       |
| 42   | 11월 12일 | 조선시대 임금 만들기                                                 |
| 43   | 11월 19일 | 왕비를 알면 조선이 보인다                                            |
| 44   | 11월 26일 | 조선시대 죄와벌 - 곤장은 칠 수 없었다                                |
| 45   | 12월 3일  | 허생이 떼돈 번까닭은?                                                |
| 46   | 12월 10일 | 세종이 구구단을 외운 까닭은?                                         |
| 47   | 12월 17일 | 조선기생 전공필수는 다섯과목이었다                                   |

### 1997년
| 횟수 | 방송 일자 | 제목                                                |
| ---- | --------- | --------------------------------------------------- |
| 48   | 1월 7일   | 토정비결의 숨은 뜻은?                               |
| 49   | 2월 4일   | 명주실 진맥 - 조선의사를 다시 본다                  |
| 50   | 2월 11일  | 조선시대 백과사전 - 지동설에서 '말관상 보는 법'까지 |
| 51   | 2월 18일  | 최초 공개, 조선시대 육아일기                        |
| 52   | 2월 25일  | 호랑이 담배피던 시절은 언제인가?                    |

## 같이 보기
- TV 조선왕조실록 (후속작, 1996년 ~ 1997년)
- TV 역사저널 (1997년)
- 역사스페셜 (1997년 ~ 2002년)